# Roquesérière
Roquesérière (okzitanisch Ròcacerièra) ist eine französische Gemeinde mit 882 Einwohnern (Stand: 1. Januar 2022) im Département Haute-Garonne in der Region Okzitanien (vor 2016: Midi-Pyrénées). Sie gehört zum Arrondissement Toulouse und bis 2015 zum Kanton Pechbonnieu. Die Einwohner werden Roquesériérois genannt.

## Geographie
Roquesérière liegt etwa 20 Kilometer nordöstlich von Toulouse. Umgeben wird Roquesérière von den Nachbargemeinden Buzet-sur-Tarn im Norden, Saint-Sulpice im Nordosten und Osten, Azas im Osten und Südosten, Montpitol im Süden, Montastruc-la-Conseillère im Südwesten und Westen sowie Gémil im Westen und Nordwesten.

## Bevölkerungsentwicklung
| Jahr                       | 1962 | 1968 | 1975 | 1982 | 1990 | 1999 | 2006 | 2013 | 2020 |
| Einwohner                  | 307  | 294  | 326  | 495  | 555  | 615  | 667  | 720  | 763  |
| Quellen: Cassini und INSEE |      |      |      |      |      |      |      |      |      |

## Sehenswürdigkeiten
- Kirche Saint-Pierre